# Promenada Mistrzów

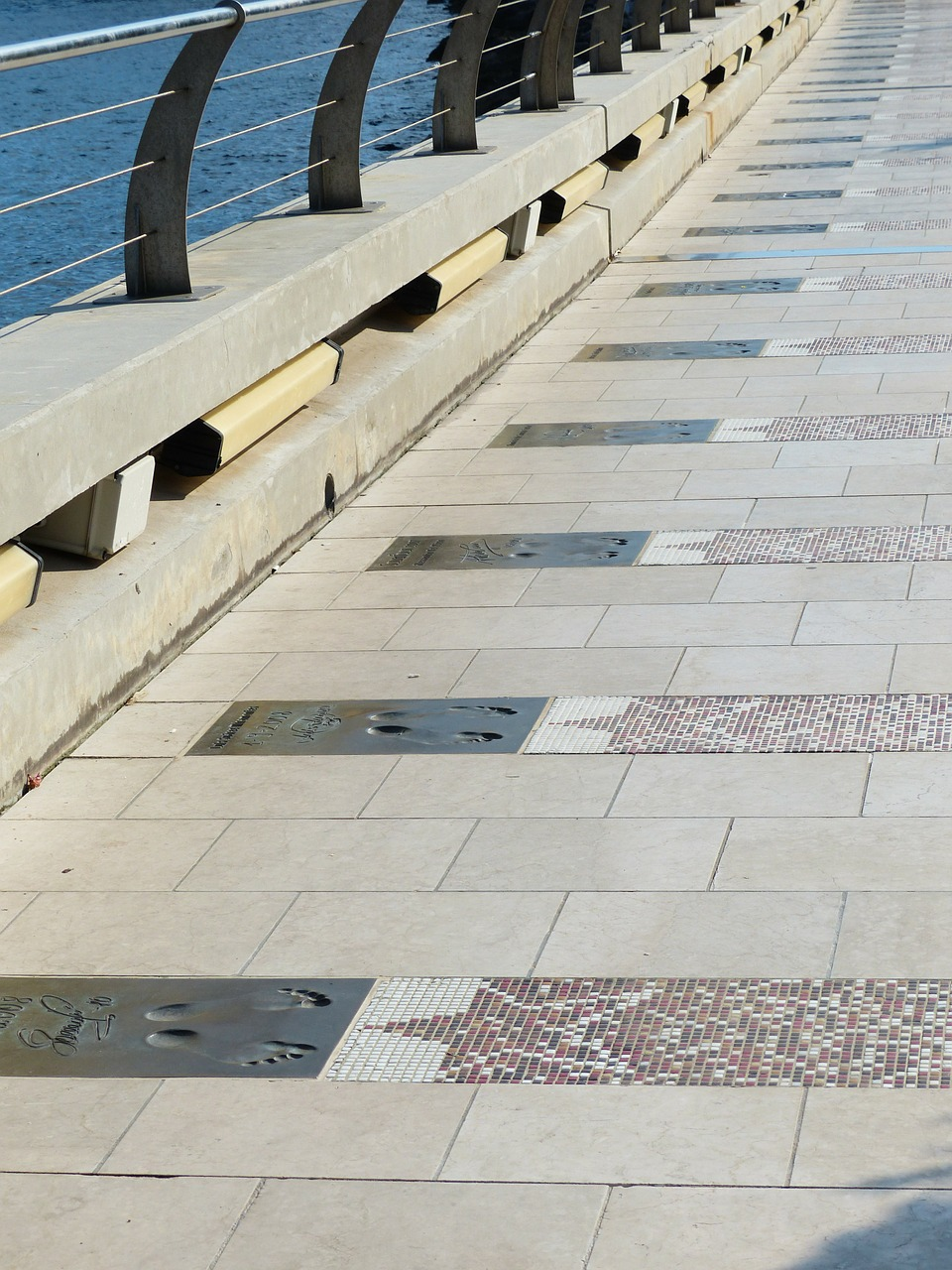
Promenada Mistrzów

Promenada Mistrzów (ang. Champions Promenade) – aleja znajdująca się na Monte Carlo w Księstwie Monako. Eksponuje ona odciski stóp najlepszych piłkarzy na świecie, nagrodzonych The Golden Foot. Są one wykonane z materiału przypominającego złoto. Została stworzona na wzór Alei Gwiazd w Hollywood.
Od 2009 r. swój odcisk posiada tam również Zbigniew Boniek.

## Odciski gwiazd

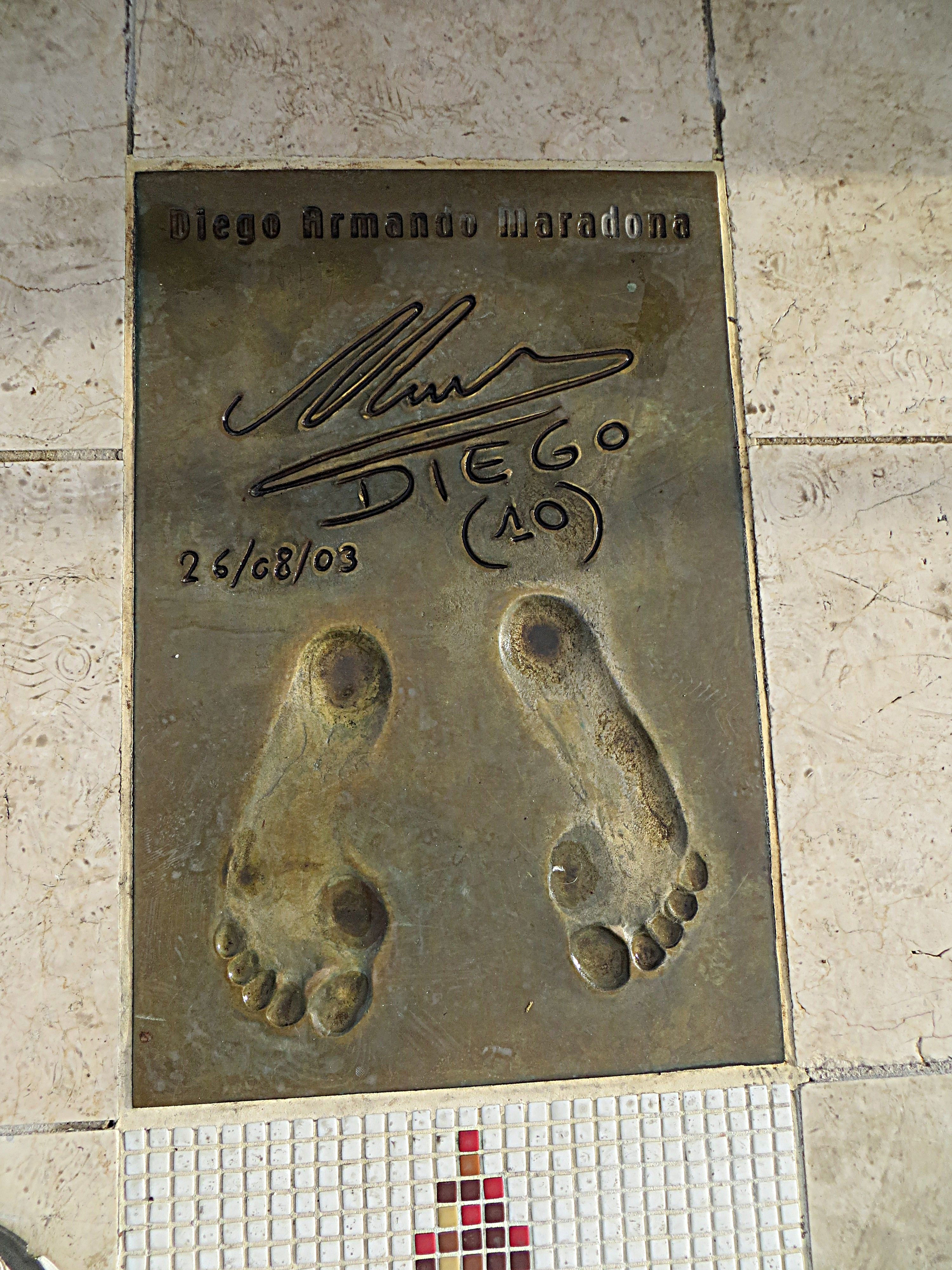
Diego Maradona
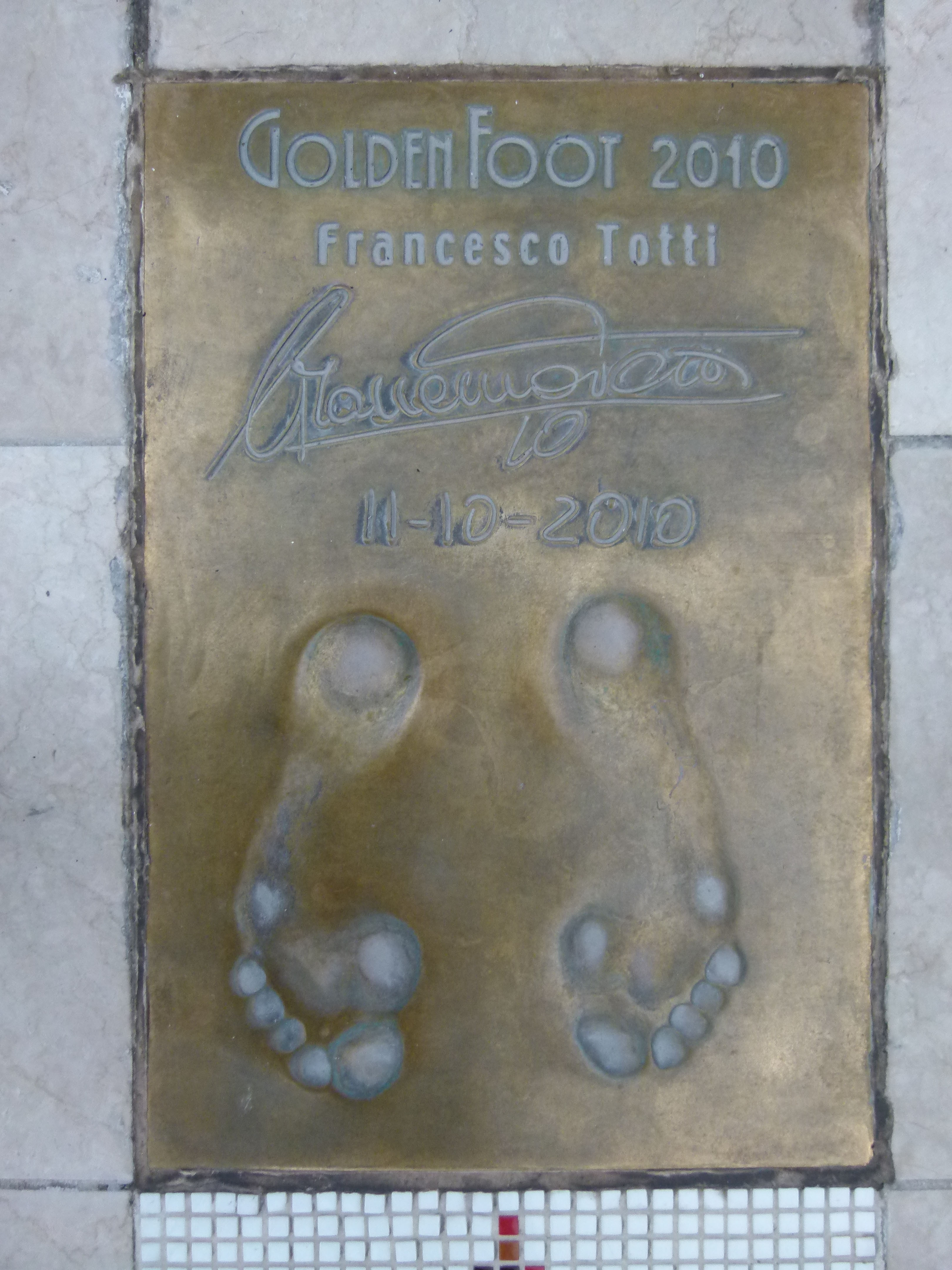
Francesco Totti
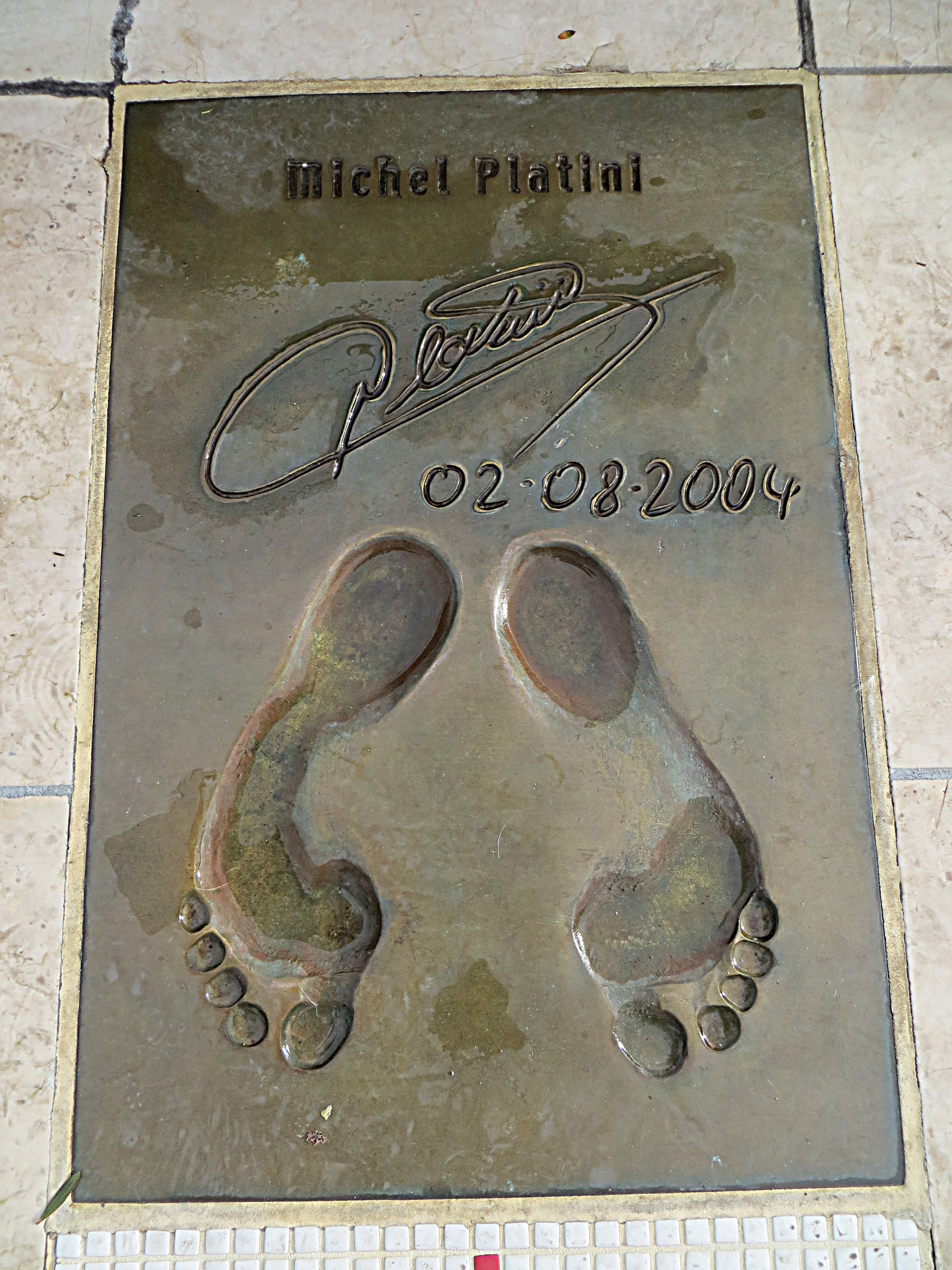
Michel Platini